# Urraul Alto
Urraul Alto è un comune spagnolo di 167 abitanti situato nella comunità autonoma della Navarra.